# صناعة النفط في الصين

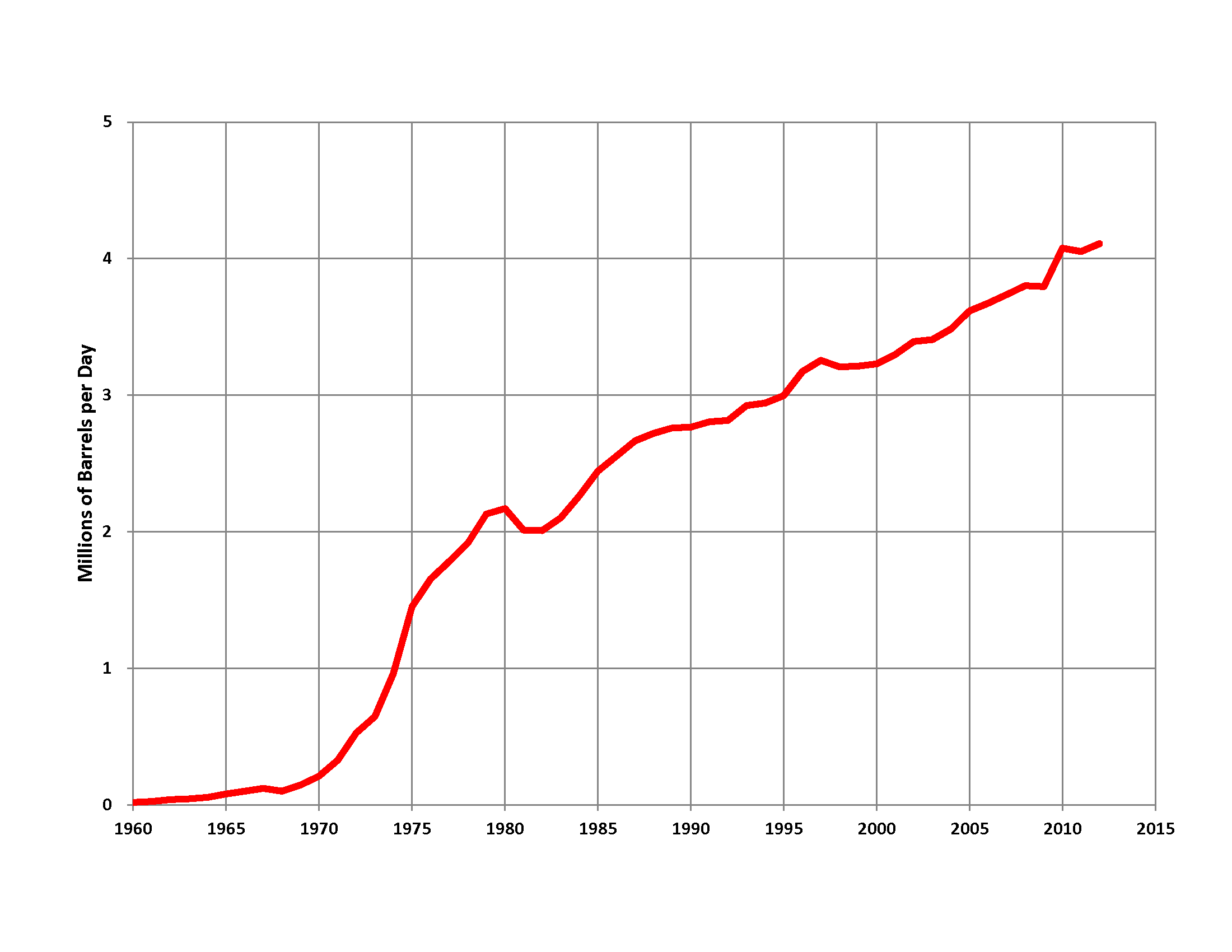

يتزايد تأثير صناعة النفط في الصين على الصعيد العالمي؛ إذ تعدّ الصين رابع أكبر منتجٍ للنفط في العالم.
استوردت الصين رقمًا قياسيًا من النفط بلغ 6.7 مليون برميل يوميًا في عام 2015 وكان من المتوقع أن «تتجاوز الولايات المتحدة كأكبر مستوردٍ للنفط في العالم في عام 2016». وفقًا لإدارة معلومات الطاقة الأميركية (EIA)، أصبحت الصين لأوّل مرّة «أكبر مستوردٍ صافٍ للنفط والسوائل الأخرى في العالم» بنهاية عام 2013.

## تاريخ صناعة النفط في الصين

### التاريخ المبكر
قبل تطوير الصناعة، كان إنتاج النفط الصيني يُقاس بأرباع الجالونات وتستخدم إنتاجها كمواد تشحيمٍ فقط. بدأ البئر الأول، الذي جرى تطويره في ظل الظروف الأكثر بدائية وبالاعتماد على موظفين غير مدرّبين نسبيًا، في إنتاج أكثر من عشرين برميلًا من النفط يوميًا.
مع مرور الوقت، جُلِبت المعدات من سيتشوان وأماكن أخرى وجرى تطوير العديد من محطات التقطير، وحُفِرت تسعة آبار أخرى في المنطقة المباشرة لآبار يو مين التي كانت تستوعب بعد ذلك حوالي 1000 برميلٍ من النفط و10 آلاف جالون من البنزين يوميًا باستثناء فصل الشتاء عندما يتسبّب الطقس البارد في تجمّد النفط. كان هذا أول حقل نفطٍ رئيسي في الصين.
يعدّ تأمين إمدادات الطاقة الكافية للحفاظ على النمو الاقتصادي مصدر قلقٍ رئيسي للحكومة الصينية منذ عام 1949.
جرى بناء خطّ سكّة حديد إلى لانتشو في عام 1956. وحتى ذلك الحين، كان النفط يُنقل بالشاحنات. جرى إنشاء خط أنابيب في عام 1957. جرى توسيع مصفاة يو مين وتحديثها، وبحلول أواخر ستينيات القرن العشرين أُفيد بأن الإنتاج من تلك المنطقة كان قد بلغ «حوالي مليوني طن».
اكتُشِفت احتياطياتٌ كبيرة في حوض سونغوا جيانغ-لياو في شمال شرق الصين ولاحقًا جرى العثور على العديد من حقول النفط الضخمة الأخرى. ويعدّ حقل داتشينغ النفطي في هيلونغجيانغ الحقل الأبرز الذي كان العمود الفقري لإنتاج النفط الصيني لعقودٍ عديدة.

### عصر التصدير
مع زيادة الإنتاج، بدأت الصين في تصدير النفط الخام إلى اليابان في عام 1973، وبدأت في التنقيب البحري. زادت الصادرات إلى 20 مليون طن في عام 1985، قبل أن يبدأ الاستهلاك الداخلي في الارتفاع بوتيرةٍ أسرع من الإنتاج. تجاوز الطلب الداخلي على النفط الإنتاج المحلي بحلول عام 1993، وأصبحت الصين مستوردًا صافيًا للنفط.

### الاعتماد على الاستيراد
على الرغم من أن الصين لا تزال منتجًا رئيسيًا للنفط الخام، إلا أنها أصبحت مستوردًا للنفط في تسعينيات القرن العشرين. أصبحت الصين تعتمد على النفط المستورد لأوّل مرّة في تاريخها عام 1993 بسبب ارتفاع الطلب ارتفاعًا أسرع من الإنتاج المحلي. كان إنتاج النفط الخام 1.298 مليون برميل سنويًا في عام 2002، واستهلاك النفط الخام 1.670 مليون برميل سنويًا.
استوردت 145 مليون طن من النفط الخام في عام 2006، وهو ما يمثّل 47% من إجمالي استهلاكها من النفط.
كانت معظم واردات الصين من النفط مستمدّةً إلى حدٍّ كبير من جنوب شرق آسيا بحلول عام 2008، لكن طلبها المتزايد أجبرها على استيراد النفط من جميع أنحاء العالم.
تجاوزت وتيرة النمو الاقتصادي الصيني طاقة النفط المحلية في عام 2013 وألحقت الفيضانات أضرارًا بحقول النفط في البلاد في منتصف العام. ونتيجةً لذلك، استوردت الصين النفط لتعويض انخفاض العرض وتجاوزت الولايات المتحدة في سبتمبر 2013 لتصبح أكبر مستوردٍ للنفط في العالم.

## الإنتاج المحلي

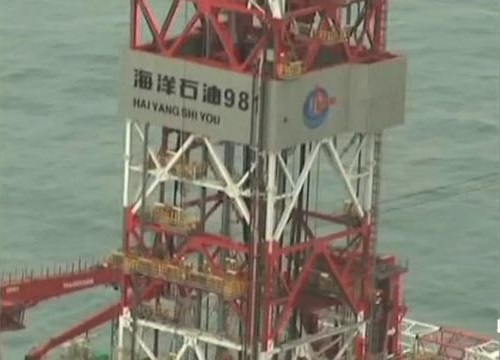
منصة Haiyang Shiyou 981: رمز الابتكار والاستراتيجية في صناعة النفط الصينية

المقال الرئيسي: احتياطي النفط الإستراتيجي § الصين
تلعب شركات النفط التي تملكها الدولة دورًا كبيرًا في الثروة النفطية الصينية، خاصةً المؤسسة الوطنية الصينية للنفط البحري، ومؤسسة البترول الوطنية الصينية، ومؤسسة مصفاة الصين الوطنية، وشركة سينوبك (الصين للبتروكيماويات).
بدأت المقاطعة في الإنتاج عام 1960، وكانت تنتج ما يقرب من 2.3 مليون طن من النفط بحلول عام 1963. انخفض الإنتاج من داتشينغ، ولكن أنتجت حقول النفط في شنغلي وشاندونغ وداغانغ وتيانجين ما يكفي من النفط لتُغني تقريبًاعن الحاجة إلى استيراد النفط الخام في عام 1965. كان إنتاج النفط الخام 1.298 مليون برميل سنويًا في عام 2002، واستهلاك النفط الخام 1.670 مليون برميل سنويًا.
بدأت الصين في اتخاذ تدابير جذرية مع برامج احتياطي النفط الداخلي في عام 2005؛ إذ كان إنتاج النفط المحلي في الصين لا يلبّي سوى ثلثي احتياجاتها وكان احتياج الاستهلاك المقدّر بحلول عام 2020 حوالي 600 مليون طن من النفط الخام.

### منصات التنقيب عن النفط
اكتشفت شركة أموكو (الآن بريتيش بتروليوم) أكبر حقل نفط في بحر الصين الجنوبي، حقل ليوا 11-1 -الذي يقع على بعد 210 كم جنوب شرق هونغ كونغ في حوض مصب نهر اللؤلؤ جنوب الصين، في يناير 1987 في ممر تايفون. كان عمق المياه ووجود النفط الثقيل و«الدفع المائي القوي نحو القاع» من بين التحديات التقنية التي كان يجب حلّها قبل استخراج النفط. جرّبت فرق الهندسة لدى أموكو ونانهاي إيست تقنيات الحفر البحري، والإنتاج العائم، ونظام التخزين والتفريغ (FPSO) الذي سيكون له دعم الحفر والإنتاج. كان لدى نظام التخزين والتفريغ (FPSO) معداتٌ قادرة على التعامل مع 65 ألف برميلٍ من النفط و300 ألف برميل من إجمالي السوائل يوميًا بحلول عام 2008 وسيجري تحميلها وشحنها بواسطة ناقلاتٍ مكوكية.
بدأ عرض كتل النفط في حقل نفط ووشي (قبالة زانجيانغ، بالقرب من هاينان) في المزاد العلني للشركات الأجنبية، مع تمتّع المؤسسة الوطنية للنفط البحري (CNOOC) بخيار زيادة حصّتها إلى 51% كلما لزم الأمر.
بدأت منصّة التنقيب عن النفط الصينية والتي تبلغ قيمتها مليار دولارٍ، هايانغ شييو 981 - والتي تملكها وتديرها المؤسسة الوطنية للنفط البحري (CNOOC) -في بحر الصين الجنوبي، أوشن أويل 981- عمليات الحفر الأولى في عام 2012. أدّت إلى اندلاع احتجاجاتٍ، وبالتالي كان لا بد من تراجعها.

## الإنتاج الأجنبي
أدى هذا التحوّل إلى الاعتماد على النفط الأجنبي إلى تغيير سياسات التنقيب والحيازة في الصين. أرهقت حاجة الصين للنفط قدراتها الداخلية.
استثمرت المؤسسة الوطنية للنفط البحري (CNOOC) ومؤسسة البترول الوطنية الصينية وشركة سينوبك إلى حدٍّ كبير في التنقيب والتطوير في البلدان التي تتمتّع بحقولٍ نفطية ولكن ليس لديها أموال أو تقنيةٌ لتطوير تلك الحقول. وقّعت المؤسسة الوطنية للنفط البحري (CNOOC) صفقةً لاستخراج مليون برميل من النفط يوميًا في إندونيسيا في عام 2004 بالإضافة إلى توقيع مشاريع أخرى مع أستراليا. بالإضافة، بدأ بناء احتياطيٍ نفطي من شأنه نظريًا أن يكفي حاجة الصين من النفط لمدة 30 يومًا. ورغم ذلك، لم تكن سياستهم النفطية في سوق النفط العالمية واضحة تمامًا بشأن الكيفية التي سيتعاملون بها مع الوضع ككل.
تتّخذ الحكومة الصينية إجراءاتٍ دبلوماسية لتحسين علاقاتها مع رابطة دول جنوب شرق آسيا (آسيان). وفقًا لتقريرٍ أُجري عام 2008، كان على الحكومة الصينية أن تتّخذ خطواتٍ إضافية لتأمين علاقاتٍ جيّدة مع جيرانها. ماليزيا دولة جارة كان يُنظر إليها غالبًا على أنها على نزاعٍ مع الصين بسبب الخلافات السياسية. ومع ذلك، كانت العلاقة مع ماليزيا تكافلية بسبب إمداداتها الكبيرة من النفط وحاجتها إلى ضماناتٍ أمنية من الصين. في عام 2008، كانت ماليزيا المنتج الأول للنفط في بحر الصين الجنوبي، وتمثّل أكثر من نصف الإنتاج في المنطقة.